# Nikolaus Paryla
Nikolaus Paryla (* 19. November 1939 in Zürich) ist ein österreichischer Schauspieler und Theaterregisseur.

## Leben
Nikolaus Paryla stammt aus einer Künstlerfamilie. Er ist der Sohn des Schauspiel-Ehepaars Hortense Raky (1918–2006) und Karl Paryla (1905–1996). Sein jüngerer Bruder Stephan Paryla-Raky (* 1948) arbeitet ebenfalls als Schauspieler und Regisseur. Sein Onkel war der Schauspieler Emil Paryla (1907–1997) und seine Cousine die Schauspielerin Katja Paryla (1940–2013). Aus der ersten Ehe seines Vaters hatte er den älteren Halbbruder Michael Paryla (1935–1967). Seine Jugend verlebte er in Zürich, wo die Eltern während ihrer Emigration am Schauspielhaus Zürich engagiert waren. Bereits früh erweckte bei ihm durch sein familiäres Umfeld das Interesse am Schauspiel. Nach der Matura studierte er an der Akademie für Musik und darstellende Kunst am Max Reinhardt Seminar in Wien Schauspielkunst. 
Bis Anfang der 1980er Jahre war Paryla in erster Ehe mit der Mezzosopranistin und Opernsängerin Carla Paryla verheiratet. Das Paar hat zwei gemeinsame Kinder, den Schauspieler David Paryla (* 1980) und die Musiktherapeutin Anna Sofia Paryla (* 1982). Mitte der 1980er Jahre hatte er eine Liaison mit der Schauspielerin Mona Seefried (* 1957). Aus der Verbindung entstammt die Schauspielerin und Sängerin Laura Schneiderhan (* 1989). Kurz nach deren Geburt trennte sich das Paar. Seit 1999 ist er mit der Schauspielerin Undine Brixner (* 1958) verheiratet.

## Karriere
Im Alter von neun Jahren stand Paryla erstmals vor der Kamera, als sein Vater im ostdeutschen Kinospielfilm Semmelweis – Retter der Mütter die Hauptrolle spielte und er als Loisl eine kleine Nebenrolle übernahm. Seine erste Hauptrolle hatte er 1960 an der Seite von Karin Lesch in dem DEFA-Märchenfilm Das Zaubermännchen, der auf dem Märchen Rumpelstilzchen basiert, als junger König. Diese Rolle hatte er zuvor bereits am Potsdamer Theater gespielt. 1980 wurde Paryla für die Rolle des Rohlfs im Film Lena Rais von Christian Rischert mit dem Filmband in Gold in der Kategorie Beste darstellerische Leistung – Männliche Nebenrolle ausgezeichnet. 1984 wurde er für das Filmband in Gold für seine Nebenrollen in Kehraus und Wenn ich mich fürchte nominiert. 1983 spielte er den windigen Versicherungsvertreter Arno von Mehling in Kehraus. 1994 stand er in der Rolle des Campingwächters gemeinsam mit Iris Berben und Ulrich Mühe in der Verfilmung von Uwe Timms Kinderbuch Rennschwein Rudi Rüssel vor der Kamera. Michael Haneke besetzte ihn 1997 erneut neben Mühe in seiner Franz-Kafka-Verfilmung Das Schloß in der Rolle des undurchsichtigen Vorstehers. Zu seinen späten Erfolgen gehören seine Darstellung des Herrn Magiaro im Kinderfilm Pumuckl und sein Zirkusabenteuer (2003), der Tänzer in Martin Weinharts Schiller (2005), die Verkörperung des Kammerdieners Johann Loschek in Kronprinz Rudolfs letzte Liebe (2006), des Papstes Innozenz XIV in dem 2012 erschienenen Spielfilm Wer’s glaubt, wird selig von Regisseur Marcus H. Rosenmüller und die Rolle des Vereinskameraden Nagy in der Filmkomödie Und Äktschn! (2013). Zwischen 1995 und 2009 hatte er mehrere Gastaufritte in Episoden des Tatorts. In der ARD-Krimireihe Der Kroatien-Krimi (2019) war er an der Seite von Sabine Hahn als alter Kroate Vedran Bosnar, der gemeinsam mit seiner Frau das von der Polizei belagerte Haus zwangsweise verlassen soll, zu sehen. Im Februar 2020 stand er für den Fernsehfilm Das Glück ist ein Vogerl von Catalina Molina als älterer Herr Egon, der bei einem Autounfall stirbt und dem Unfallzeugen (Simon Schwarz) als Geist erscheint, letztmals vor der Kamera.
Neben Film und Fernsehen ist Paryla auch ein renommierter Theaterschauspieler. 1961 erhielt er sein erstes festes Bühnenengagement am Wiener Volkstheater, wo er u. a. den Moritz Stiefel in Frank Wedekinds Frühlings Erwachen unter der Regie von Gustav Manker spielte. Danach war er bis 1969 am Theater in der Josefstadt engagiert. Zwischen 1970 und 1971 gehörte Paryla zum Ensemble des Berliner Schillertheaters. 1980 spielte er bei den Bad Hersfelder Festspielen und erhielt er den Hersfeld-Preis. Anschließend stand er bis 1986 am Münchner Residenztheater enagiert, dort zählt Patrick Süskinds Einakter Der Kontrabaß, den er am 22. September 1981 uraufführte, als Parylas bedeutendste Theaterrolle. 1983 ist er aufgrund seines Erfolges am Residenztheater zum bayerischen Staatsschauspieler gekürt worden und wurde 1986 in München zum Schauspieler des Jahres bestimmt. Mehrere Jahre spielte er in Paulus Mankers Polydrama Alma – A Show Biz ans Ende den Dichter Franz Werfel. Von Anfang Dezember 2014 bis Ende Januar 2015 sowie im Herbst 2016 übernahm er in Molières Komödie Der Geizige neben seinem Sohn David als Valère und seiner Ehefrau Undine Brixner als Heiratsvermittlern Frosine die Titelrolle.

## Filmografie

### Filme
- 1950: Semmelweis – Retter der Mütter
- 1960: Das Zaubermännchen
- 1979: Lena Rais
- 1983: Kehraus
- 1984: Wenn ich mich fürchte
- 1988: Heimatmuseum
- 1988: Bei Thea
- 1991: Die Arbeitersaga (Mehrteiler, Teil 4 – Das Lachen der Maca Daracs)
- 1995: Rennschwein Rudi Rüssel
- 1995: Svens Geheimnis
- 1995: Rohe Ostern
- 1996: Gefährliche Freundin
- 1997: Das Schloß
- 1997: Qualtingers Wien
- 1997: Und plötzlich war alles anders
- 1998: Solo für Klarinette
- 1999: Geliebte Gegner
- 2000: Der Hahn ist tot
- 2000: Heimkehr der Jäger
- 2000: Polt muss weinen
- 2001: Zwölfeläuten
- 2001: Schwindelnde Höhe
- 2002: Was ist bloß mit meinen Männern los?
- 2003: Pumuckl und sein Zirkusabenteuer
- 2003: Polterabend
- 2005: Marias letzte Reise
- 2005: Schiller
- 2006: Kronprinz Rudolfs letzte Liebe
- 2008: Der Bibelcode (Zweiteiler)
- 2010: Länger Leben
- 2010: Heimat zu verkaufen
- 2012: Wer’s glaubt wird selig
- 2013: Und Äktschn!
- 2014: Clara Immerwahr
- 2017: Brandnächte
- 2020: Das Glück ist ein Vogerl

### Fernsehserien- und reihen
- 1969: Der Kommissar (Folge: Der Tod fährt 1. Klasse)
- 1975: Maghrebinische Geschichten
- 1975: Derrick (Folge: Alarm auf Revier 12)
- 1979: Die unsterblichen Methoden des Franz Josef Wanninger (Folge: Hausmusik)
- 1979: Der ganz normale Wahnsinn (Fernsehserie)
- 1983: Polizeiinspektion 1 (Fernsehserie)
- 1986: Die Krimistunde (Folge: Kein Wort mehr)
- 1987: Die glückliche Familie (2 Folgen)
- 1989–1993: Mit Leib und Seele (Fernsehserie)
- 1993: Ein Bayer auf Rügen (Fernsehserie)
- 1994: Ihre Exzellenz, die Botschafterin (Folge: Ein heikler Fall)
- 1995: Tatort: Die Freundin
- 1997: Tatort: Mordsgeschäfte
- 2001: Tatort: Im freien Fall
- 2002: Die Rosenheim-Cops (Folge: Der Pfeil des Robin Hood)
- 2002: Das Traumschiff: Thailand
- 2003: Tatort: Der Schächter
- 2004: Schimanski: Das Geheimnis des Golem
- 2006: Familie Sonnenfeld (9 Folgen)
- 2008: Ihr Auftrag, Pater Castell (Folge: Der zehnte Mönch)
- 2008: Tatort: Der glückliche Tod
- 2009: Tatort: Wir sind die Guten
- 2010: Donna Leon – Lasset die Kinder zu mir kommen
- 2013: Paul Kemp – Alles kein Problem (6 Folgen)
- 2018: München Mord: Die ganze Stadt ein Depp
- 2018: Schnell ermittelt (Folge: Felix Preisinger)
- 2019: Der Kroatien-Krimi: Der Henker
- 2019: Landkrimi – Das dunkle Paradies
- 2019: Der Bozen-Krimi: Mörderisches Schweigen
- 2020: Um Himmels Willen (Folge: Zweiter Frühling)
- 2020: SOKO Kitzbühel (Folge: Der Mann, der vom Himmel fiel)

## Auszeichnungen
- 1980: Hersfeld-Preis
- 1980: Filmband in Gold